# Vitstrupig stentrast
Vitstrupig stentrast (Monticola gularis) är en asiatisk tätting som numera placeras i familjen flugsnappare.

## Kännetecken

### Utseende
Vitstrupig stentrast är en rätt liten (18-19,5 cm) och karakteristisk stentrast. Hanen har blått på hjässa och nacke, blåsvart mantel, kastanjebrunt på tygel, övergump och undersida samt vitt dels på strupe och övre delen av bröstet, dels en fläck på vingen. Utanför häckningstid har fjädrarna på ovansidan gråvita spetsar.

### Läten
Sången består av en serie långa, flöjtlika och lätt melankoliska toner, uppblandat med en eller två mer komplexa ringande fraser samt korta, upprepade "chat-at-at". Bland lätena hörs ett på engelska återgett "queck-quack", ett vasst "tack-tack" och i flykte ett tunt "tsip".

## Utbredning och systematik
Vitstrupig stentrast häckar från sydöstra Sibirien till nordöstra Kina och Korea. Vintertid flyttar den till Sydostasien samt södra och sydöstra Kina. Tillfälligt har den observerats i Singapore, Malaysia och Hong Kong. Den behandlas som monotypisk, det vill säga att den inte delas in i några underarter.

### Familjetillhörighet
Stentrastarna ansågs fram tills nyligen liksom bland andra stenskvättor, rödstjärtar och buskskvättor vara små trastar. DNA-studier visar dock att de är marklevande flugsnappare (Muscicapidae) och förs därför numera till den familjen.

## Levnadssätt
Vitstrupig stentrast är en insektsätande fågel som häckar i öppen bergsbelägen blandskog. Vintertid i Sydostasien ses den i öppna skogar, plantage och ungskog upp till 1220 meters höjd. Fågeln häckar mellan maj och juli och lägger två kullar.

## Status och hot
Arten har ett stort utbredningsområde, men tros minska i antal, dock inte tillräckligt kraftigt för att den ska betraktas som hotad. Internationella naturvårdsunionen IUCN listar arten som livskraftig (LC).